# Boxwallah
Boxwallah là từ để chỉ những người bán rong du lịch quy mô nhỏ ở Ấn Độ. Họ được gọi là boxwallah vì những hộp lớn mà họ mang theo hàng hóa (thường là quần áo và trang sức trang phục), mặc dù thuật ngữ này đã được áp dụng cho bất kỳ người bán rong du lịch nào và cả những người tham gia vào các hoạt động kinh doanh và thương mại (trái ngược đến "babus" hoặc công chức). Boxwallahs, những người bán hàng rong với những chiếc hộp, là một cảnh tượng phổ biến trên đường phố Delhi và các thành phố phía bắc Ấn Độ khác từ khoảng năm 1865 đến 1948. Boxwallah English là từ tiếng Anh chỉ quảng cáo và thương mại mà người Anh sử dụng khi tương tác với người Ấn Độ (thương nhân) trong thời kỳ Raj thuộc Anh.
The Boxwallah cũng là tựa phim của ITV Playhouse TV được phát sóng vào ngày 31 tháng 7 năm 1982 và có sự tham gia của Leo McKern và Rachel Kempson.

## Boxwallah trong tiểu thuyết
Rudyard Kipling đặc biệt bị thu hút bởi ý tưởng về một boxwallah và ý tưởng về một boxwallah có mặt trong một số truyện ngắn của anh ta. Trong "Từ biển đến biển", Kipling nói về một cô gái Miến Điện bị ngược đãi như thể cô là một Boxwallah ở Delhi, có lẽ vì nhân vật chính đã mặc cả quá khó với cô. Trong "The Sending of Dana Da", có một cảnh chết ám chỉ đến kiếp trước của anh ta là một boxwallah. Nổi tiếng nhất, Kipling đã sử dụng 'Boxwallah' làm bút danh vặn lại của mình về cuộc sống của người Anh Ấn Độ trong "An East Backwater". Evelyn Waugh cũng đề cập đến một 'wallah' ở cuối truyện ngắn "Sự cố ở Azania".